# Torgny Karnstedt
Nils Torgny Karnstedt, född 20 maj 1952, är en svensk författare, föreläsare och bokförläggare, uppvuxen i Västerås.
Torgny Karnstedt har arbetat som lagerchaufför, svetsare och fabriksarbetare men även sysslat med teater och har en ettårig utbildning som dramapedagog. Han har deltagit i flera teatergrupper och brukar räknas som arbetarförfattare.
Torgny Karnstedt gjorde sin litterära debut 1977 med Slamfarmen och blev författare på heltid 1989. 1991 var han redaktör för antologin Läsfeber. Förutom författandet är han en flitig föreläsare. Han valdes in i Sveriges Författarförbunds styrelse 1994.

## Priser och utmärkelser
- 1977 – Tidningen Vi:s litteraturpris
- 1979 - Västerås kommuns kulturstipendium
- 1984 - LO:s kulturstipendium
- 1989 - Grafiska fackförbundets kulturstipendium
- 1990 - Frödingstipendiet
- 1991 - Byggnadsarbetarförbundets kulturstipendium
- 1995 - Årets läsfrämjare - En bok för alla:s vänner
- 1996 - Parlingpriset
- 2014 - Ranelidpriset
- 2014 - Riksskådebanans kulturpris